# Ophthalmis swinhoei
Ophthalmis swinhoei là một loài bướm đêm trong họ Noctuidae.